# Juli 1991
Portal Geschichte | Portal Biografien | Aktuelle Ereignisse | Jahreskalender | Tagesartikel

◄ |
19. Jahrhundert |
20. Jahrhundert
| 21. Jahrhundert

◄ |
1960er |
1970er |
1980er |
1990er
| 2000er | 2010er | 2020er | ►

◄ |
1987 |
1988 |
1989 |
1990 |
1991
| 1992 | 1993 | 1994 | 1995 | ►

◄ |
April 1991 |
Mai 1991 |
Juni 1991 |
Juli 1991 |
August 1991 |
September 1991 |
Oktober 1991 |
►
Dieser Artikel behandelt aktuelle Nachrichten und Ereignisse im Juli 1991.

## Tagesgeschehen

### Montag, 1. Juli 1991
- Bonn/Deutschland: Die Lohn- und Einkommensteuer steigen um 7,5 %. Außerdem steigen die Benzinsteuer, die Steuern auf Heizöl und Erdgas als auch die Versicherungssteuer. Der Grund ist ein Fehlbetrag von 20 Milliarden D-Mark im Bundeshaushalt. Als Gründe gelten die Kosten der Überwinduing der deutschen Teilung und gesunkene Steuereinnahmen wegen des Zweiten Golfkriegs.[1]
- Den Haag/Niederlande: Die Niederlande übernehmen von Luxemburg den Vorsitz im Rat der Europäischen Union. Das Amt des Regierungschefs der EWG erhält, wie 1986, Ruud Lubbers.[2]
- Prag/Tschechoslowakei: Der Warschauer Pakt, dessen militärische Strukturen bereits am 31. März aufgelost worden waren, beschließt seine Selbstauflösung.

### Dienstag, 2. Juli 1991
- Florida/Vereinigte Staaten: Die Atlantische Hurrikansaison 1991 beginnt, als sich das Tiefdruckgebiet Ana über dem südlichen Florida zum Tropischen Wirbelsturm verstärkt.[3]
- Magdeburg/Deutschland: Ministerpräsident Gerd Gies (CDU) und Innenminister Wolfgang Braun (CDU) reagieren auf die beständig erneuerten Vorwürfe, denen zufolge sie im Jahr 1990 Abgeordnete zum Verzicht auf ihre Mandate im Landtag drängten, jeweils mit Rücktritt.[4]

### Donnerstag, 4. Juli 1991
- Magdeburg/Deutschland: Der Landtag von Sachsen-Anhalt wählt Werner Münch (CDU) zum neuen Ministerpräsidenten. Amtsvorgänger und Parteikollege Gerd Gies trat vorgestern zurück.[5]

### Samstag, 6. Juli 1991
- London/Vereinigtes Königreich: Steffi Graf aus Deutschland gewinnt das Damen-Einzel-Turnier der Wimbledon Championships im Tennis durch einen Sieg im Finale gegen Gabriela Sabatini aus Argentinien.[6]

### Sonntag, 7. Juli 1991

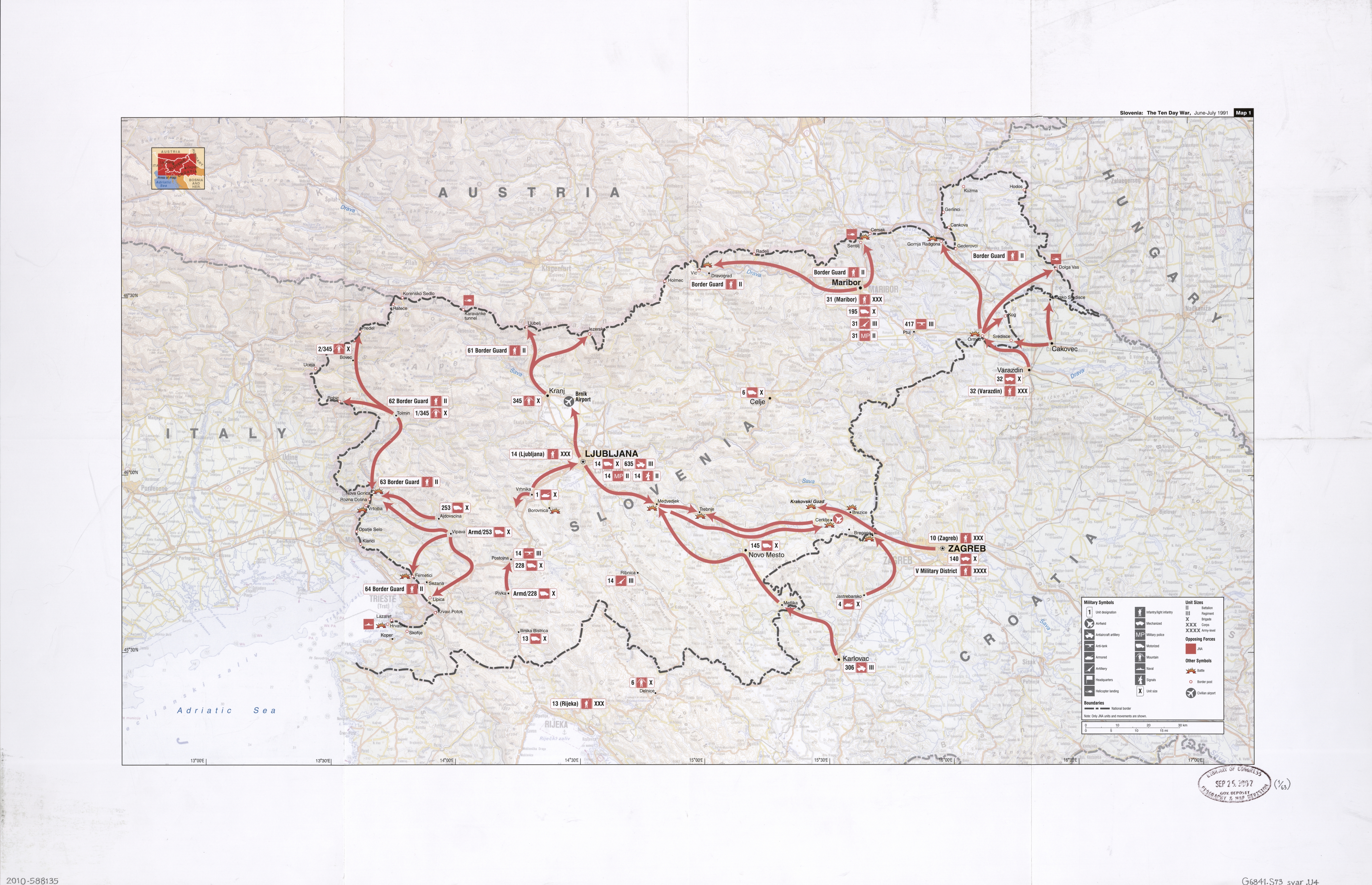
Rot: Vorstöße der Jugoslawischen Armee in Slowenien seit dem 26. Juni

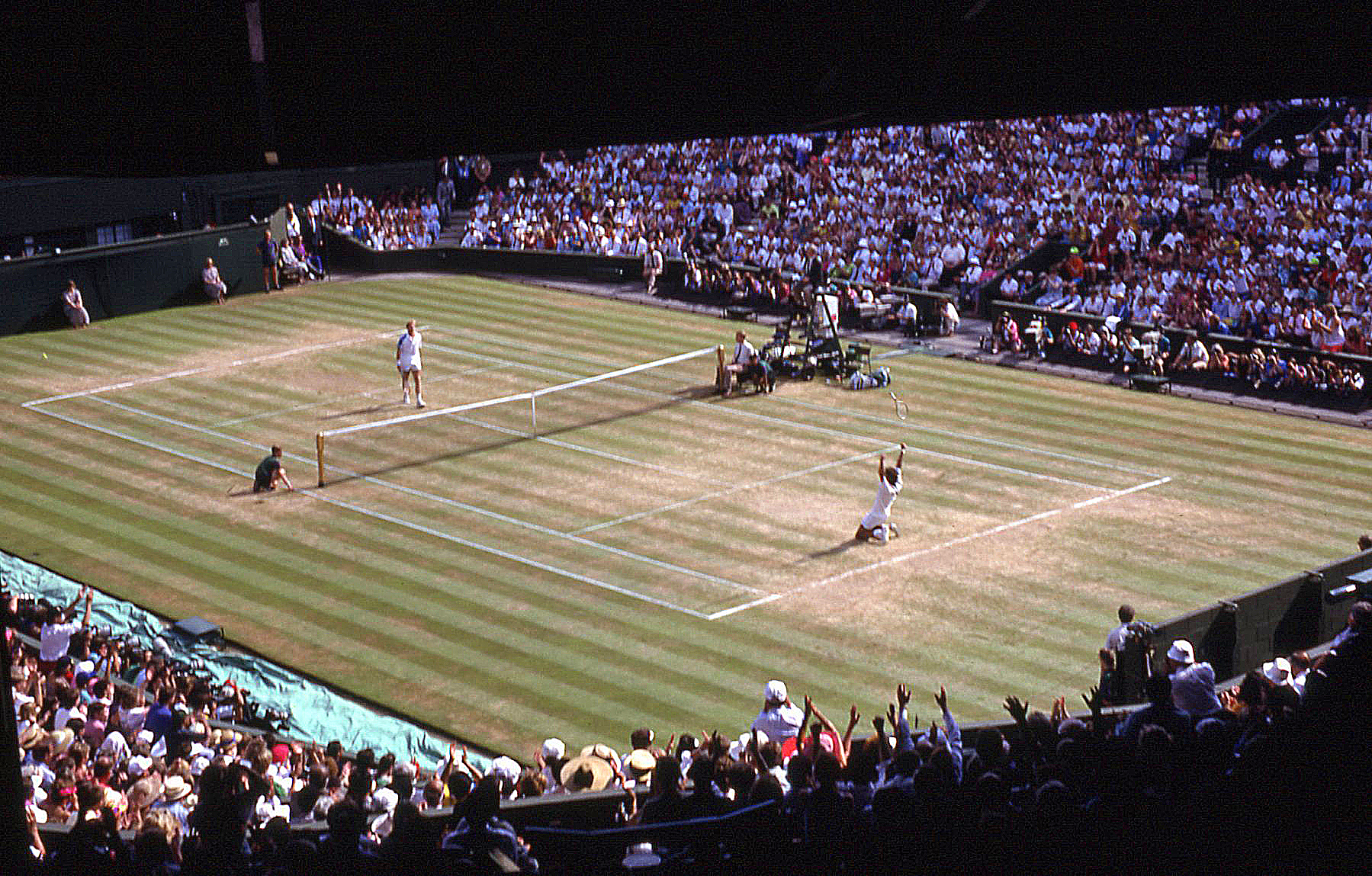
Michael Stich gewinnt das Wimbledon-Finale

- Brijuni/Jugoslawien: Bei einem Treffen im kroatischen Landesteil handeln die Vertreter der Ethnien der Kroaten, der Serben und der Slowenen unter Vermittlung der Europäischen Gemeinschaften das Brioni-Abkommen aus. Kroaten und Slowenen verpflichten sich, die ausgerufene Unabhängigkeit ihrer Länder für drei Monate auszusetzen. Im Gegenzug werden alle Kampfhandlungen in Slowenien eingestellt und Verhandlungen über einen friedlichen Weg zur Teilung Jugoslawiens vereinbart.[7]
- London/Vereinigtes Königreich: Michael Stich aus Deutschland gewinnt das Herren-Einzel-Turnier der Wimbledon Championships im Tennis gegen seinen Landsmann und Vorjahresfinalisten Boris Becker in drei Sätzen.[8]

### Mittwoch, 10. Juli 1991
- Moskau/Sowjetunion: Der erste Präsident in der Geschichte der Russischen Sozialistischen Föderativen Sowjetrepublik, Boris Jelzin, legt seinen Amtseid ab. Der Präsident der Sowjetunion Michail Gorbatschow wohnt der Zeremonie bei.[9]

### Donnerstag, 11. Juli 1991

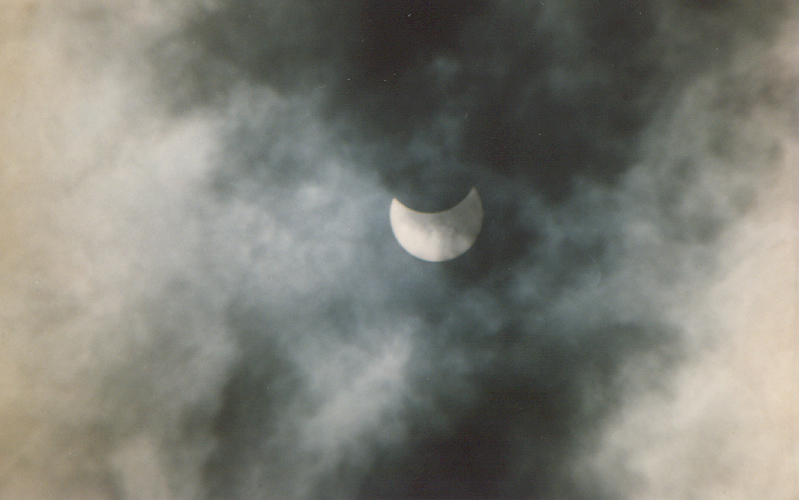
Die Sonnenfinsternis von Costa Rica aus gesehen

- Brasilien, Kolumbien, Mittelamerika: Eine totale Sonnenfinsternis verdeckt, von manchen Regionen Amerikas aus betrachtet, die komplette Sonnenscheibe bis zu sieben Minuten lang.[10]

### Freitag, 12. Juli 1991
- Aalborg/Dänemark: Die deutsche Fußballnationalmannschaft der Frauen wird bei der 4. Europameisterschaft durch ein 3:1 nach Verlängerung im Finale gegen Norwegen zum zweiten Mal in Folge Europameister.[11]
- Sofia/Bulgarien: Die Große Volksversammlung nimmt die neue Verfassung des Landes an. Die Volksrepublik Bulgarien wird in Republik Bulgarien umbenannt. Das Staatsoberhaupt soll künftig direkt vom Volk gewählt werden.[12]

### Montag, 15. Juli 1991

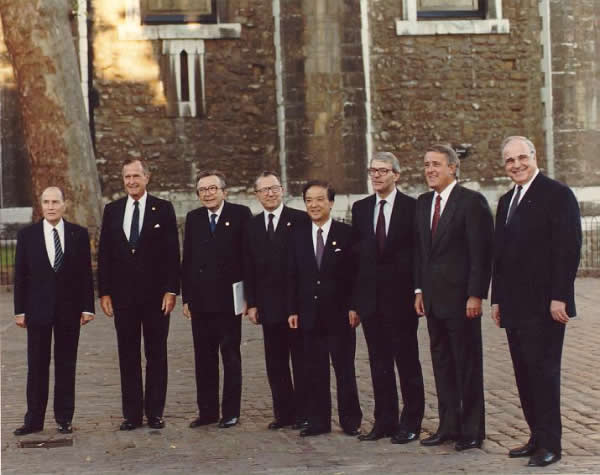
Teilnehmer des Weltwirtschaftsgipfels

- London/Vereinigtes Königreich: Der 17. Weltwirtschaftsgipfel beginnt mit Beteiligung der Staatschefs der Gruppe der Sieben, eines Vertreters der EWG und des Präsidenten der Sowjetunion Michail Gorbatschow, der zum ersten Mal eingeladen wurde. Nach den demokratischen und wirtschaftlichen Reformen in der Sowjetunion sucht er bei den „Führern“ der Westlichen Welt um finanzielle Unterstützung für seinen Staat nach.[13]

### Mittwoch, 17. Juli 1991
- London/Vereinigtes Königreich: Die Teilnehmer des Weltwirtschaftsgipfels der Gruppe der Sieben (G7) betonen in der Abschlusserklärung ihren Willen zu einer gefestigten Weltordnung und zu weltweiter Partnerschaft über die G7 hinaus. Die Basis für solche Partnerschaften seien gemeinsame Werte, z. B. Demokratie und Menschenrechte. An die Sowjetunion ergeht der Rat zu Änderungen in der Steuergesetzgebung. Eine Studie des Internationalen Währungsfonds habe außerdem die sowjetische Haushaltsdisziplin bemängelt.[14]

### Samstag, 20. Juli 1991
- Nouakchott/Mauretanien: Das seit einem Putsch im Dezember 1984 regierende Staatsoberhaupt Maaouya Ould Sid’Ahmed Taya setzt eine neue Verfassung in Kraft. Sie dient der von ihm proklamierten Demokratisierung des nordafrikanischen Landes, dessen Leben von Spannungen zwischen den ansässigen Ethnien geprägt ist.[15]

### Sonntag, 21. Juli 1991
- Santiago/Chile: Im letzten Spiel der Finalrunde der 35. Copa América überholt die Fußballnationalmannschaft von Argentinien durch ein 2:1 gegen Kolumbien den bisherigen Tabellenführer Brasilien und wird erstmals seit 1959 Südamerikameister.[16]

### Sonntag, 28. Juli 1991
- Paris/Frankreich: Miguel Indurain gewinnt zum ersten Mal, und als vierter Spanier, die Rad-Rundfahrt Tour de France.[17]

### Mittwoch, 31. Juli 1991

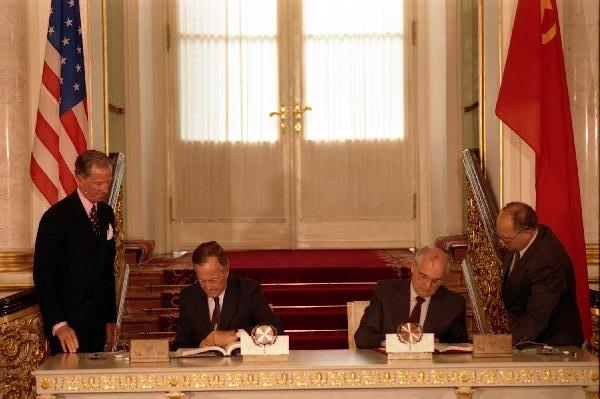
Unterzeichnung des Start-Vertrags

- Moskau/Sowjetunion: Staatspräsident Michail Gorbatschow und der Präsident der Vereinigten Staaten George Bush unterzeichnen den Start-Vertrag zur Abrüstung strategischer Waffen. Er enthält z. B. die Regelung, dass jede Seite nur noch 1.600 Trägersysteme für maximal 6.000 dazugehörige Atom-Sprengköpfe besitzen darf.[18]

## Weblinks

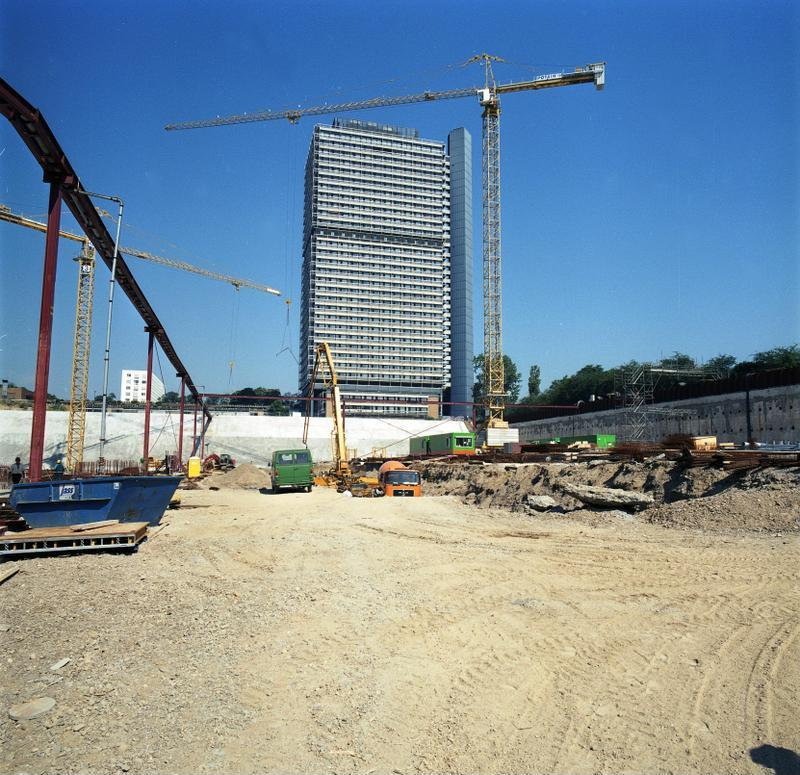
Nordrhein-Westfalen im Juli 1991